# Нижні Ключі
Нижні Ключі́ (рос. Нижние Ключи) — село у складі Нерчинського району Забайкальського краю, Росія. Адміністративний центр та єдиний населений пункт Нижньоключівського сільського поселення.

## Населення
Населення — 498 осіб (2010; 590 у 2002).
Національний склад (станом на 2002 рік):
- росіяни — 98 %